# Quartets (Zoot Sims)
Quartets è un album di Zoot Sims, pubblicato dalla Prestige Records nel 1956. Il disco fu ripubblicato nel 1963 (con gli stessi brani) dalla Prestige Records (PR 16009) con il titolo di Trotting!.

## Tracce
Brani composti da Zoot Sims, tranne dove indicato
Lato A
1. Zoot Swings the Blues (Take 1) – 8:35 – Registrato il 14 agosto 1951 a New York City, New York
2. Zoot Swings the Blues (Take 2) – 2:25 – Registrato il 14 agosto 1951 a New York City, New York
3. Trotting – 3:45 – Registrato il 14 agosto 1951 a New York City, New York
4. I Wonder Who – 2:34 – Registrato il 14 agosto 1951 a New York City, New York
5. If Had to Be You – 2:45 (Isham Jones, Gus Kahn) – Registrato il 14 agosto 1951 a New York City, New York

Lato B
1. My Silent Love – 2:36 (Dana Suesse, Edward Heyman) – Registrato il 16 settembre 1950 a New York City, New York
2. Jane-O – 2:40 – Registrato il 16 settembre 1950 a New York City, New York
3. Dancing in the Dark – 3:27 (Howard Dietz, Arthur Schwartz) – Registrato il 16 settembre 1950 a New York City, New York
4. Memories of You – 3:04 (Eubie Blake, Andy Razaf) – Registrato il 16 settembre 1950 a New York City, New York
5. East of the Sun – 11:03 (Brooks Bowman) – Registrato il 14 agosto 1951 a New York City, New York

## Musicisti
A1, A2, A3, A4, A5 e B5
- Zoot Sims - sassofono tenore
- Harry Biss - pianoforte
- Clyde Lombardi - contrabbasso
- Art Blakey - batteria

B1, B2, B3 e B4
- Zoot Sims - sassofono tenore
- John Lewis - pianoforte
- Curly Russell - contrabbasso
- Don Lamond - batteria[3]